# Sint-Corneliuskerk (Swartbroek)

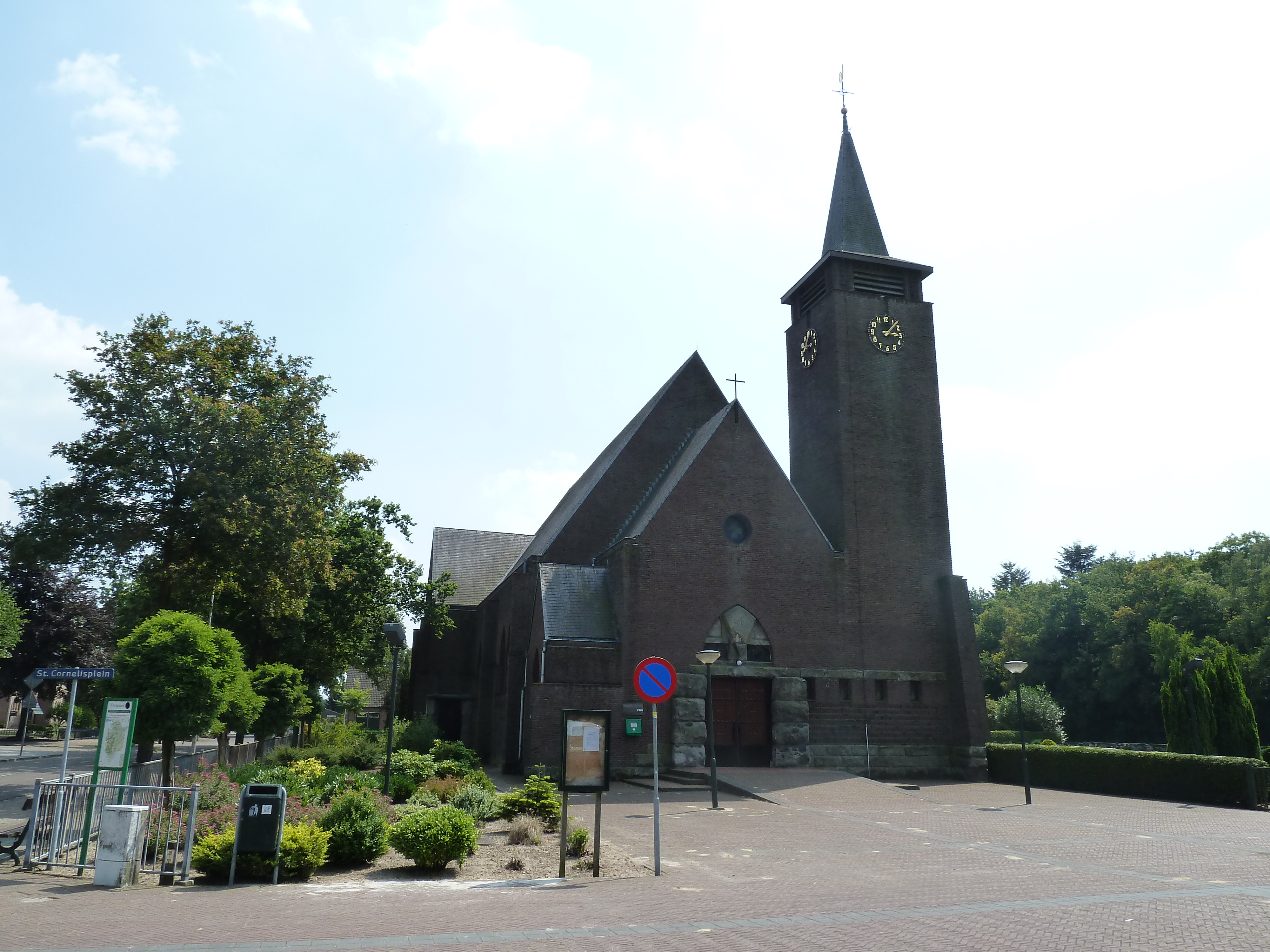

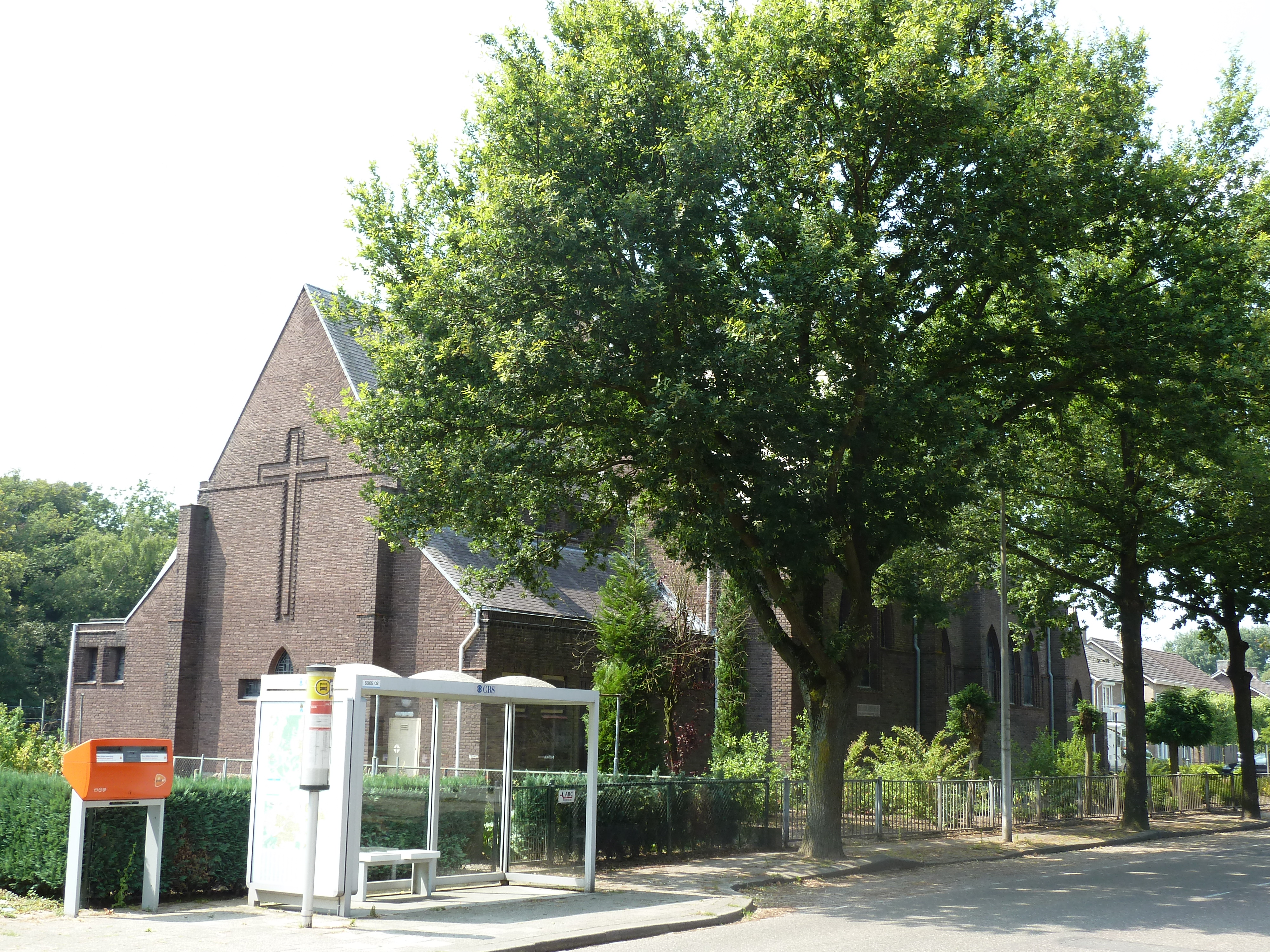

De Sint-Corneliuskerk is de parochiekerk van Swartbroek, gelegen aan Ittervoorterweg 68.
Deze kerk werd in 1924 gebouwd onder architectuur van Jules Kayser. Ze is gebouwd in baksteen en toont een expressionistische stijl. Merkwaardig is de ingangspartij die gedomineerd wordt door een ruwe natuurstenen gevelomlijsting en dito timpaan en plint.
De kruiskerk wordt geflankeerd door een aangebouwde vierkante toren, gedekt door een tentdak.
Van belang zijn enkele glas-in-loodramen, evenals het hoofdaltaar vervaardigd door Joep Nicolas in 1925. Daarnaast bezit de kerk een 17e-eeuwse preekstoelkuip en twee 18e-eeuwse zijaltaren.
Naast de kerk ligt Begraafplaats Swartbroek, waar ook een aantal Britse oorlogsgraven te vinden zijn.
In december 2024 werd er de laatste reguliere mis gevierd.